# Ángel Casero
Ángel Luis Casero Moreno (Albalat de Taronchers, Valencia, 27 de septiembre de 1972) es un exciclista español, profesional entre 1994 y 2005, tiempo en el que logró 13 victorias. Entre ellas destaca la Vuelta a España 2001.
Su hermano menor, Rafael también fue ciclista

## Biografía

### Debut
Casero debutó como profesional en 1994 en el potente equipo Banesto dirigido por Echávarri y Eusebio Unzué, en el que militaba Miguel Induráin, pentacampeón del Tour de Francia (1991-1995). En 1995, Casero ganó la Clásica de los Puertos, así como la medalla de plata (2.º) en el Campeonato de España de contrarreloj. En 1996 fue sancionado 6 meses por un positivo por nandrolona. En 1997 ganó la Vuelta a Castilla y León; al finalizar la temporada, abandonó el equipo.

### Bicampeón de España
Casero fichó entonces por el equipo Vitalicio Seguros dirigido por Javier Mínguez. En este equipo, Casero ganó consecutivamente en dos ocasiones el Campeonato de España de ruta (1998 y 1999). En su segunda temporada en el equipo fue además quinto en la clasificación general del Tour de Francia, su mejor resultado hasta entonces en una gran vuelta.

### Vuelta a España 2001
Tras su buenos resultados, fichó por el equipo Festina para 2000. En su primer año en el equipo, fue 2.º en la Vuelta a España, confirmándose como un candidato a la victoria de la general en una carrera de tres semanas.
En 2001 vivió su mejor momento como profesional con su victoria de la general (maillot oro) en la Vuelta a España. Casero logró el triunfo en la última etapa de la Vuelta, la contrarreloj final de Madrid, al arrebatar en ese último día el primer puesto al hasta entonces líder, Óscar Sevilla. 
En el transcurso de la carrera (cuando Sevilla era líder de la carrera), el controvertido doctor Eufemiano Fuentes (jefe médico del Kelme de Sevilla) dejó un mensaje en el contestador de Casero (del Festina, y al que atendía en privado), en el que además de darle ánimos le pedía que estuviera tranquilo pues en caso de necesidad para la decisiva contrarreloj final de Madrid estaría preparado lo que tú ya sabes. Este hecho reavivó las sospechas de dopaje existentes sobre la figura del Dr. Fuentes; en respuesta a la polémica, Eufemiano dijo que había realizado la llamada de ánimo a Casero (rival del Kelme, equipo de Fuentes) a petición de su colega italiano Luigi Cecchini, médico de Casero, y que lo que tú ya sabes hacía referencia a unas bielas especiales para la bicicleta de contrarreloj.

### Progresión frenada
Para 2002 fichó por el equipo Team Coast. En 2003 llegó al equipo (rebautizado Team Bianchi) Jan Ullrich. En sus dos temporadas en el equipo, Casero no logró ninguna victoria, frenando en seco su hasta entonces constante progresión.

### Epílogo en casa
Casero cerró su carrera como profesional el equipo de casa, el Comunidad Valenciana de Vicente Belda en 2005 tras estar en 2004 sin equipo.

### Operación Puerto
En 2006, en el marco de la Operación Puerto, fue identificado por la Guardia Civil como cliente de la red de dopaje liderada por Eufemiano Fuentes, bajo el nombre en clave Casero.
Casero no fue sancionado por la Justicia española al no ser el dopaje un delito en España en ese momento, y al estar ya retirado su caso no tuvo mayor recorrido.

### Tras la retirada
Una vez retirado, se convierte en promotor inmobiliario en la costa valenciana, aprovechando una época dorada para la construcción y el sector de la vivienda en España. Además, poseía una tienda de bicicletas en la calle Conde de Salvatierra en la ciudad de Valencia.
En 2006 fue asesor deportivo del equipo ciclista profesional 3 Molinos Resort.
Actual promotor de la prueba Vuelta a Valencia tras adquirir los derechos que durante décadas ostentó Depergo (Manolo Pérez), y que pasaron a Paco Antequera de igual modo que ahora, al no celebrarse la carrera en dos años seguidos.

## Palmarés
1994
- Tour del Porvenir

1995
- 2.º en el Campeonato de España Contrarreloj
- Clásica de los Puertos

1997
- Vuelta a Castilla y León

1998
- Campeonato de España en Ruta
- 3.º en el Campeonato de España Contrarreloj

1999
- 1 etapa de la Volta a Cataluña
- Campeonato de España en Ruta
- 2.º en el Campeonato de España Contrarreloj

2000
- 2.º en la Vuelta a España

2001
- Vuelta a España

## Resultados en Grandes Vueltas y Campeonatos del Mundo
Durante su carrera deportiva consiguió los siguientes puestos en las Grandes Vueltas y en los Campeonatos del Mundo en carretera:
| Carrera         | Carrera         | 1994 | 1995 | 1996 | 1997 | 1998 | 1999 | 2000 | 2001 | 2002 | 2003 | 2004 | 2005 |
| --------------- | --------------- | ---- | ---- | ---- | ---- | ---- | ---- | ---- | ---- | ---- | ---- | ---- | ---- |
|                 | Giro de Italia  | —    | —    | —    | —    | —    | —    | —    | —    | —    | —    | —    | —    |
|                 | Tour de Francia | —    | —    | —    | 29.º | Ab.  | 5.º  | Ab.  | Ab.  | —    | 57.º | —    | —    |
|                 | Vuelta a España | —    | 13.º | 24.º | Ab.  | Ab.  | Ab.  | 2.º  | 1.º  | 6.º  | Ab.  | —    | Ab.  |
| Mundial en Ruta | Mundial en Ruta | —    | —    | —    | —    | —    | —    | —    | 42.º | —    | —    | —    | —    |

—: no participa

Ab.: abandono

## Equipos
- Banesto (1994-1997)
- Vitalicio Seguros (1998-1999)
- Festina (2000-2001)
- Team Coast/Team Bianchi (2002-2003)
  - Team Coast (2002-2003) (hasta mayo)
  - Team Bianchi (2003)
- Comunidad Valenciana (2005)